# 吳廷楨
吴廷桢（1653年—1715年），字山抡，号南村居士，长洲县（今苏州市）人。清朝詩人。

## 生平
順治十年（1653年）生，康熙三十五年（1696年）中式丙子科顺天乡试，後因寄籍被黜。康熙三十八年（1699年）春，康熙帝南巡返回，經過蘇州，吴廷桢駕小舟在水路迎駕，得到召見賦詩，深得康熙帝之意，復其功名。康熙四十二年（1703年），中式癸未進士二甲五名，官至左春坊左谕德。康熙五十四年（1715年）卒。有《古剑书屋诗钞》八卷，《补遗》二卷，诗余一卷，文二卷。乾隆丙子其孙吴士端刊於贵州。